# Theodor Rehtwisch (Schriftsteller)

Einbanddeckel: Von der Etsch bis an den Belt. Geschichtsbilder aus den Jahren 1806 und 1809. Abgebildet im Uhrzeigersinn sind (von rechts oben): Gneisenau, Hofer, Der Schwarze Herzog und Blücher.

Theodor Rehtwisch (* 24. Dezember 1864 in Oldenburg in Holstein; † 18. Oktober 1912 in Berlin) war ein deutscher Schriftsteller.
Rehtwischs Werk besteht hauptsächlich aus Biographien deutscher Politiker (zum Beispiel Friedrich der Große oder Otto von Bismarck) und Militärs (zum Beispiel Dennewitz, Moltke oder Gneisenau) sowie Büchern, die aus deutscher Sicht bedeutende Schlachten aus dem Siebenjährigen Krieg und den Befreiungskriegen schildern, wie zum Beispiel die Schlacht bei Leuthen, die ((Völkerschlacht bei Leipzig)) und die Schlacht bei Waterloo.
Rehtwisch war Mitglied des Schutzverbandes deutscher Schriftsteller.